# Vilagarcía de Arousa
Vilagarcía de Arousa település Spanyolországban, Pontevedra tartományban. Vilagarcía de Arousa Vilanova de Arousa, Caldas de Reis és Catoira községekkel határos. Lakosainak száma 37 761 fő (2024).

## Népesség
A település népessége az elmúlt években az alábbi módon változott:
| Lakosok száma | 33 823 | 35 053 | 36 743 | 37 576 | 37 621 | 37 712 | 37 479 | 37 456 | 37 677 | 37 761 |
|               | 2001   | 2004   | 2007   | 2009   | 2012   | 2014   | 2017   | 2019   | 2022   | 2024   |